# II liga polska w piłce nożnej (1971/1972)
II liga 1971/1972 – 24. edycja rozgrywek drugiego poziomu ligowego piłki nożnej mężczyzn w Polsce. Wzięło w nich udział 16 drużyn, grając systemem kołowym. Sezon ligowy rozpoczął się w sierpniu 1971, ostatnie mecze rozegrano w czerwcu 1972.
| Poziomy rozgrywkowe w sezonie 1971/1972 | Poziomy rozgrywkowe w sezonie 1971/1972 | Poziomy rozgrywkowe w sezonie 1971/1972 |
| Rozgrywki                               | P                                       | Nazwa                                   |
| --------------------------------------- | --------------------------------------- | --------------------------------------- |
| Centralne                               | I                                       | I liga                                  |
| Centralne                               | II                                      | II liga                                 |
| Makroregionalne                         | III                                     | III Liga (4 grupy)                      |
| Okręgowe (17 okręgów)                   | IV                                      | Liga okręgowa                           |
| Okręgowe (17 okręgów)                   | V                                       | A klasa                                 |
| Okręgowe (17 okręgów)                   | VI                                      | B klasa                                 |

## Drużyny
| Uczestnicy poprzedniej edycji                                                                                 | Uczestnicy poprzedniej edycji | Uczestnicy poprzedniej edycji | Uczestnicy poprzedniej edycji |
| --- | ----------------------------- | ----------------------------- | ----------------------------- |
| HUT | Hutnik Nowa Huta              | 3                             |                               |
| ARK | Arka Gdynia                   | 4                             |                               |
| URŚ | Urania Ruda Śląska            | 5                             |                               |
| MOT | Motor Lublin                  | 6                             |                               |
| ZAW | Zawisza Bydgoszcz             | 7                             |                               |
| PIA | Piast Gliwice                 | 8                             |                               |
| GAR | Garbarnia Kraków              | 9                             |                               |
| ŚLĄ | Śląsk Wrocław                 | 10                            |                               |
| STS | Star Starachowice             | 11                            |                               |
| STŁ | Start Łódź                    | 12                            |                               |
| Spadek z I ligi 1970/1971                                                                                     |                               |                               |                               |
| ROW | ROW Rybnik                    | 13                            |                               |
| KAT | GKS Katowice                  | 14                            |                               |
| Awans z III ligi 1970/1971                                                                                    |                               |                               |                               |
| zwycięzcy czterech grup                                                                                       |                               |                               |                               |
| NIW | AKS Niwka                     | 1                             |                               |
| GWB | Górnik Wałbrzych              | 1                             |                               |
| LPO | Lech Poznań                   | 1                             |                               |
| PAB | Włókniarz Pabianice           | 1                             |                               |
| Oznaczenia: - kolumna pierwsza – skróty nazw drużyn, - kolumna trzecia – miejsce zajęte w poprzednim sezonie. |                               |                               |                               |

Uwaga: Arka Gdynia rozpoczęła rozgrywki pod nazwą MZKS Gdynia.

## Rozgrywki
Uczestnicy rozegrali 30 kolejek ligowych po 8 meczów każda (razem 240 spotkań) w dwóch rundach – jesiennej i wiosennej.
Mistrz i wicemistrz II ligi uzyskali awans do I ligi, a zespoły z miejsc 13–16 spadły do III ligi.

### Tabela
| Lp. | Drużyna                 | M  | Z  | R  | P  | Bramki | Bramki | Różn. | Pkt | Uwagi              |
| --- | ----------------------- | -- | -- | -- | -- | ------ | ------ | ----- | --- | ------------------ |
| 1   | ROW Rybnik (M) (A)      | 30 | 15 | 10 | 5  | 35     | 20     | +15   | 40  | Awans do I ligi    |
| 2   | Lech Poznań (A)         | 30 | 13 | 12 | 5  | 35     | 17     | +18   | 38  | Awans do I ligi    |
| 3   | Górnik Wałbrzych        | 30 | 14 | 9  | 7  | 32     | 18     | +14   | 37  |                    |
| 4   | Arka Gdynia             | 30 | 13 | 7  | 10 | 42     | 25     | +17   | 33  |                    |
| 5   | Śląsk Wrocław           | 30 | 12 | 9  | 9  | 33     | 22     | +11   | 33  |                    |
| 6   | GKS Katowice            | 30 | 12 | 8  | 10 | 30     | 24     | +6    | 32  |                    |
| 7   | Hutnik Nowa Huta        | 30 | 8  | 15 | 7  | 29     | 24     | +5    | 31  |                    |
| 8   | Urania Ruda Śląska      | 30 | 9  | 13 | 8  | 26     | 23     | +3    | 31  |                    |
| 9   | Star Starachowice       | 30 | 10 | 11 | 9  | 40     | 39     | +1    | 31  |                    |
| 10  | Zawisza Bydgoszcz       | 30 | 9  | 11 | 10 | 28     | 31     | −3    | 29  |                    |
| 11  | AKS Niwka               | 30 | 8  | 12 | 10 | 27     | 31     | −4    | 28  |                    |
| 12  | Piast Gliwice           | 30 | 9  | 10 | 11 | 33     | 46     | −13   | 28  |                    |
| 13  | Motor Lublin (S)        | 30 | 9  | 9  | 12 | 25     | 34     | −9    | 27  | Spadek do III ligi |
| 14  | Start Łódź (S)          | 30 | 8  | 9  | 13 | 32     | 39     | −7    | 25  | Spadek do III ligi |
| 15  | Włókniarz Pabianice (S) | 30 | 7  | 6  | 17 | 19     | 49     | −30   | 20  | Spadek do III ligi |
| 16  | Garbarnia Kraków (S)    | 30 | 2  | 13 | 15 | 18     | 42     | −24   | 17  | Spadek do III ligi |